# پی‌زیپ
PeaZip یک مدیر پرونده و نیز بایگانی‌کننده پرونده برای سکوهای ویندوز و گنو/لینوکس است که از فرمت PEA (فرمت مخصوص این نرم‌افزار) و نیز بسیاری فرمت‌های دیگر پشتیبانی می‌کند. این نرم‌افزار از ۱۳۳ فرمت پشتیبانی می‌کند (نسخهٔ ۳٫۸) و تحت مجوز ال‌جی‌پی‌ال منتشر می‌شود.

## فرمتهای پشتیبانی‌شده

### پشتیبانی کامل
- ۷z[۷]
- ۷z-SFX
- FreeArc's ARC/WRC[۸]
- بی‌زیپ۲: bz2, tar.bz2, tbz, tb۲
- جی‌زیپ: gz, tar.gz, tgz
- PAQ8F/JD/L/O,[۹] LPAQ, ZPAQ
- PEA
- QUAD/BALZ
- split (.۰۰۱)
- tar
- WIM
- Xz
- ZIP

### پشتیبانی در حد مرور/تست/استخراج
- ACE
- ARJ
- CAB
- CHM
- Compound File (MSI, DOC, PPT, XLS, etc.)
- CPIO
- DEB
- EAR
- ISO CD/DVD images
- JAR
- LZMA
- LZH
- NSIS installers
- OpenOffice's OpenDocument file types
- PET/PUP (Puppy Linux installers)
- PAK/PK3/PK۴
- RAR
- RPM
- SMZIP
- U3P
- WAR
- WIM
- XPI
- Z (فشرده‌سازی)

### پشتیبانی در حد بازسازی
- FreeArc